# Bidoux Pregent
Bidoux Pregent (tudi Peri Joan oz. Preianni ali Prejan de Bidos), francoski admiral, * 1468, † 1528.